# Maria Eriksson (författare)
Maria Eriksson eller Mia Eriksson är medförfattare till Gömda och Asyl, vilka hon skrivit tillsammans med Liza Marklund; Mias hemlighet och Mias systrar, skrivna tillsammans med Aftonbladetjournalisten Kerstin Weigl; och Emma, Mias dotter, för vilken hon själv står som författare. 
Namnet Maria Eriksson är inte hennes riktiga utan hon skriver under pseudonym. Hon har haft olika efternamn i verkligheten med anledning av att hon varit gift två gånger. Hon och hennes förste make bytte även namn eftersom de ansåg sig vara utsatta för förföljelse av fadern till Erikssons andra barn. När Eriksson gifte om sig med sin nuvarande make tog hon sin nye makes efternamn. 
Under februari 2009 framträdde hon i Aftonbladet i samband med debatten om boken Gömda. För att svara på kritiken mot bokens sanningshalt presenterade hon en rad dokument i Aftonbladet, vilkas relevans och bevisvärde sedan ifrågasattes i andra medier. Kritik mot Gömda har framförts av bland andra Monica Antonsson, Maria Erikssons son och dennes pappa, samt den man hon anklagar för att ha förföljt henne sedan de haft ett förhållande och fått en dotter tillsammans i Oxelösund på 1980-talet.
Hon är numera bosatt i Arizona, USA dit hon flyttade efter att ha varit bosatt i Chile tillsammans med sin chilenske make i tre år. Familjen bröt upp från makens hemland 1998 och reste vidare till USA där Maria Eriksson blev beviljad asyl 2003. Enligt Liza Marklund var Mia Eriksson den första kvinnan i världen som beviljades asyl i USA på grund av hustrumisshandel i sitt hemland. Det viktigaste dokumentet vid asylen var enligt Marklund och Eriksson ett kammarrättsbeslut från 1994 där Maria Eriksson överklagat ett tidigare avslag på en begäran att få 350 000 kronor i bidrag till en bostad i Chile. Ansökan om utlandsetablering, som avslogs i samtliga instanser, var ett socialtjänstmål och inte en prövning av hotbilden. Men i kammarrättsdomen nämns att det får anses utrett att familjen behöver flytta från Sverige för att kunna leva ett normalt liv. I en intervju i Sveriges Radio säger domaren i målet, Per Anders Lindgren, att kammarrättens domskäl inte kan tolkas som att en hög domstol konstaterat att familjen måste flytta från Sverige. Att de båda framstod som hotade byggde enligt Lindgren i allt väsentligt på Erikssons beskrivning av förhållandena.